# Chevaliers de la Table ronde
Pour les articles homonymes, voir Chevaliers de la Table ronde (homonymie).
Les chevaliers de la Table ronde forment un ordre légendaire au service du roi Arthur que ce dernier a chargé de mener la quête du Graal et d'assurer la paix du royaume. La première trace écrite de la légende des chevaliers de la Table ronde se trouve dans le Roman de Brut écrit par l'ecrivain normand Wace en 1155. Dans la littérature française, les œuvres de Chrétien de Troyes à la fin du  XIIe siècle auront une influence majeure sur la diffusion de la légende arthurienne.

## Définition
Il faut attendre le Roman de Brut de Wace pour que ce thème apparaisse dans la légende arthurienne et soit repris par la suite. Ainsi la table ronde est-elle peut-être une invention de Wace et n'a vraisemblablement aucun rapport avec la moindre tradition celtique, tout comme l'ordre chevaleresque médiéval.

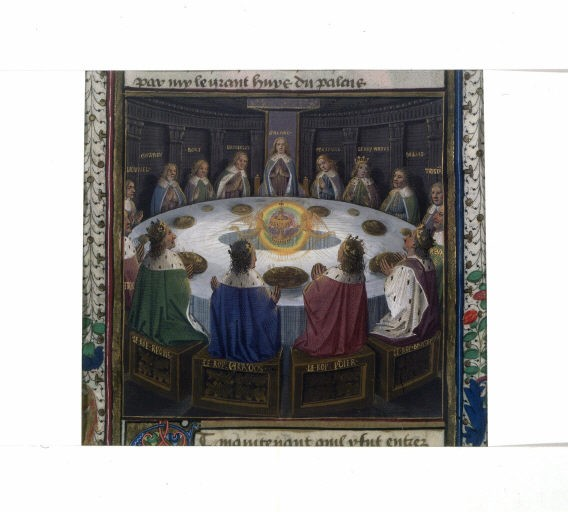
Apparition du Graal, enluminure du XVe siècle.

La Table ronde des légendes arthuriennes se trouve à Camelot, à la cour du Roi Arthur. Elle fut dressée après que Merlin l'Enchanteur eut révélé à Arthur la nécessité de créer une assemblée faite des chevaliers les plus preux afin de retrouver le Graal. « Elle rappelait qu'ils héritaient de leur place uniquement sur leurs mérites et qu'ils étaient à ce titre tous égaux. Comme la distance par rapport au roi peut réintroduire une hiérarchie, ce siège est choisi au hasard parmi les derniers »[réf. nécessaire]. Elle symbolise l'égalité et la fraternité entre les chevaliers. Outre l'intérêt de rassembler les meilleurs chevaliers du royaume, cette table était destinée à recevoir le Graal, quand il aurait été retrouvé.
Tous les chevaliers appelés à s'asseoir à cette table ont été identifiés, sauf un. Quiconque s'asseyait dans le siège vacant sans avoir été élu était englouti par la terre ; c'est pourquoi cette place s'appelait le siège périlleux. Il semble que cet ajout où seul le plus pur d'entre eux peut s'asseoir est un ajout chrétien tardif ; en effet dans la légende celtique ce serait Lancelot du Lac qui découvre le Graal[réf. nécessaire], mais d'un point de vue chrétien, sa relation adultère avec Guenièvre, l'épouse du roi Arthur, le rend impur. C'est donc Galaad, qui trouvera le Graal, le rapportera à la Table ronde et s'assiéra dans le siège périlleux. Ce retour du Graal à la Table ronde marque la fin des Temps Aventureux, la fin de la quête. Les chevaliers de la grande table légendaire devaient fidélité à leur roi et au Graal.
Il n'existe pas de version unique et complète racontant l'histoire des chevaliers de la Table ronde. Bien qu'écrites à des siècles de distance par des auteurs de cultures très diverses, toutes les versions sont regroupées sous le terme générique de « légende arthurienne », à cause de la position prépondérante qu'occupe le personnage du roi Arthur. On y retrouve régulièrement les principaux protagonistes : Arthur, Merlin, Lancelot du Lac, Guenièvre, etc. auxquels s'ajoute l'histoire de nombreux personnages : Gauvain, Mordred, la fée Morgane, Viviane, Tristan et Iseult, etc. La combinaison des caractères et des situations permet à chaque auteur d'exprimer sa sensibilité sur un sujet précis.
Bien qu'étant liée à une époque préchrétienne ou en voie de christianisation, l'histoire des chevaliers de la Table ronde a été revisitée par des auteurs chrétiens, tels que Chrétien de Troyes, qui ont introduit des éléments et des symboles chrétiens inconnus dans les versions les plus anciennes, tel que le Graal.
Par exemple, dans une des écritures modernes de cette légende[réf. nécessaire] nous trouvons le thème suivant : la Bretagne est corrompue par divers pouvoirs maléfiques et la quête revient autant à défaire un par un les maléfices auxquels sont soumis les sujets de Bretagne qu'à trouver le Graal. Une fois le Graal emporté en Palestine, les enchantements et maléfices disparaissent ainsi que les pouvoirs de Merlin l'Enchanteur et Excalibur, l'épée du roi, est restituée à la Dame du Lac. D'une certaine manière, le dénouement et les actes trompeurs qu'Uther Pendragon a commis pour engendrer Arthur finissent par avoir une conséquence (amoureux d'une femme, il s'était fait passer pour son mari afin de passer une nuit avec elle, d'où est né Arthur). Ceci, en fait, s'inscrit dans l'idée que la magie dissipée, les enchantements et maléfices disparaissent, et que l'homme se retrouve à devoir assumer la responsabilité de ses actes.
La lutte du Bien et du Mal est un thème récurrent. Les rôles sont en général bien définis : les chevaliers de la Table ronde se battent pour le Bien et la grandeur du Royaume, les chevaliers qui les combattent sont jaloux ou traîtres. Quelques personnages restent "hors norme" : Merlin l'Enchanteur, à la fois sage conseiller du roi et fils du Diable qui lui donna le pouvoir de voir le passé ; Dieu le racheta du fait de la pureté des actions de sa mère et lui offrit le pouvoir de voir le futur. Ainsi, Merlin l'Enchanteur est similaire au mythe de Prométhée et d'Épiméthée, les premiers des hommes. De même, Viviane est à la fois une frêle jeune fille aimant Merlin d'un amour pur et une puissante fée qui, en emprisonnant Merlin l'Enchanteur, favorisera la chute du royaume. Les récits représentent le Mal comme étant bien plus présent que le Bien (la plupart des preux chevaliers finiront par trouver la mort, y compris Arthur). Plutôt que de l'attaquer directement et par là de choisir son camp, Merlin l'Enchanteur préfère laisser aux hommes le pouvoir de choisir par eux-mêmes leur destin, de même qu'il se laisse définitivement enfermer, en toute connaissance de cause, par Viviane. La magie, dans le contexte de la quête du Graal, bonne ou mauvaise, altère invariablement le jugement et la perception des hommes.Il faut attendre le Roman de Brut de Wace pour que ce thème apparaisse dans la légende arthurienne et soit repris par la suite. Ainsi la table ronde est-elle peut-être une invention de Wace et n'a vraisemblablement aucun rapport avec la moindre tradition celtique, tout comme l'ordre chevaleresque médiéval.

## Liste des chevaliers
Le nombre (toujours symbolique) et les noms varient selon les textes. Les premières sources en recensent 24, 36 ou 72. Pour Robert de Boron, chez qui la Table Ronde est une réplique de la table de la Cène, ils sont cinquante. Dans d'autres versions comme Le Morte d'Arthur de Thomas Malory, ils sont 150 (« Trois fois cinquante » est une expression que l'on trouve souvent dans les textes gallois ou irlandais, qui signifie « un très grand nombre », voire « incommensurable »). Le livre Les Blasons des chevaliers de la Table ronde en donne 170, le livre de Michel Pastoureau, Les Chevaliers de la Table ronde : Histoire d’une société imaginaire en recense 239 (vivant sur quatre générations) à travers des sources françaises du XIIe jusqu'au XVe siècle.
Voici les plus connus avec leurs identités, selon la légende arthurienne. Attention, aucun récit n'évoque la totalité des personnages ici reportés ; il s'agit d'une liste résultant de la compilation de textes partiels écrits à plusieurs siècles de distance par des auteurs de langue et de culture très variées. Les rôles assignés aux uns et aux autres sont ceux qui reviennent le plus souvent dans les textes.
| nom habituel | variantes et autres langues                                                           | nom complet / surnom                                                                              | description (rôles, positions, mots-clés) | liens familiaux | principalement cité dans (liste des œuvres) |
| ------------ | ------------------------------------------------------------------------------------- | ------------------------------------------------------------------------------------------------- | --- | --- | --- |
| Accolon      |                                                                                       | Accolon de Gaule                                                                                  | Amant de la Fée Morgane ; ennemi du Roi Arthur après un court temps chevalier de la Table ronde | | |
| Agravain     | Engrevain                                                                             | l’Orgueilleux                                                                                     | Un des dénonciateurs des relations entre Lancelot et Guenièvre. Tué par Lancelot pour cela lorsque celui-ci vient délivrer la reine. | fils de Lot d'Orcanie et de Morgause ; frère de Gauvain, Gareth et Gaheris ; cousin d'Yvain et Mordred ; neveu de Fée Viviane, Élaine, Fée Morgane et le Roi Arthur | la légende arthurienne |
| Arthur       | Arthus, Artus, Arzur, son nom signifie ours                                           |                                                                                                   | Il est emmené par Merlin lorsqu'il est encore enfant (à la demande de Merlin à Uther en échange du don de l'apparence de Gorlois afin de tromper Ygraine et donc concevoir Arthur) et confié à Antor. Il est le seul à pouvoir tirer Excalibur de son socle. Il est sacré Roi de la Table ronde et de Camelot (suivant les conseils de Merlin, à la suite de la création de la Table ronde qu'il avait donné au père d'Arthur, Uther Pendragon). Malgré lui, il conçoit Mordred avec la Fée Morgane, sa demi-sœur. Blessé par Mordred, il est ensuite amené après la bataille de Camlann à Avalon par la Fée Morgane, la reine de l'île et par la Fée Viviane, la Dame du Lac. | époux de Guenièvre ; fils d'Uther Pendragon et d'Ygraine ; demi-frère de Fée Morgane, Élaine, Morgause et Anna, père et oncle de Mordred | |
| Bedivere     | Bedwyr (gallois), Bediver, Bedivère, Bedwir                                           | Bedwyr Bedrydant ("Bedivere aux muscles parfaits" en gallois)                                     | Après la mort du roi Arthur, il rend l'épée légendaire Excalibur à la Dame du Lac (les versions de La Morte d'Arthur divergent et dans certaines versions, c'est Girflet qui jette l'épée dans le lac). | frère de Lucan ; cousin de Girflet ; père d'Amren (fils) de Eneuawc (fille) | |
| Bohort       | Bors (anglais)                                                                        | Bohort « l'Essillié » (l'Exilé)                                                                   | Vainqueur de la quête du Graal avec Galaad et Perceval ; un des meilleurs chevaliers de la Table ronde. | fils du roi Bohort de Gaunes ; cousin de Lancelot et de Hector ; neveu paternel du roi Ban de Bénoïc | |
| Calogrenant  |                                                                                       |                                                                                                   | | cousin d'Yvain | Yvain ou le Chevalier au Lion |
| Caradoc      | Karadoc                                                                               | Briefbras (bras court), Brechbras (bras long) ou encore Vrec'h vras (bras fort)                   | Ancêtre semi-légendaire des rois de Gwent (Pays de Galles), vivant pendant le Ve siècle. | | Le livre de Caradoc |
| Dagonet      |                                                                                       |                                                                                                   | Également fou de la cour — le rôle du bouffon n'est pas seulement d'amuser, mais aussi de conseiller le roi. — | | |
| Érec         |                                                                                       |                                                                                                   | L'un des plus grands chevaliers de la Table ronde après Gauvain. | fils du roi Lac, époux de la belle Énide | roman Érec et Énide |
| Gaheris      | Guerrehet                                                                             |                                                                                                   | Personnage ayant, sous deux identités dissociées (selon les sources), une fin brutale : - sous le nom de Gaheris de Karaheu, il est empoisonné en mangeant une pomme que Guenièvre lui offre - pomme empoisonnée par un chevalier jaloux de Gauvain. - sous l'identité du fils du roi Lot et frère notamment de Gauvain, il s'oppose à la dénonciation d'Agravain, mais est tué par Lancelot lorsque celui-ci délivre Guenièvre. | fils de Lot d'Orcanie et Morgause ; frère de Gauvain, Gareth et Agravain ; cousin d'Yvain et Mordred ; neveu de la Fée Viviane, Élaine, Fée Morgane et Arthur | |
| Galahad      | Galaad, Gwalchaved (gallois)                                                          | Galahad le Preux, Galahad le Pur, faucon d'été (Gwalchaved)                                       | Vainqueur de la quête du Graal avec Bohort et Perceval ; le seul à pouvoir regarder à l'intérieur de la coupe (mais il le paie de sa vie). Plus jeune chevalier de la Table ronde, le seul assez pur pour s'asseoir sur le siège périlleux sans en être englouti, il trouve l'épée de Salomon. | fils de Lancelot et d'Ellan (ou Élaine de Corbenic, château renfermant le Graal), fille du roi pêcheur Pellès, gardien du Graal, ayant pris l'apparence de Guenièvre | |
| Galehaut     |                                                                                       | Seigneur des îles lointaines                                                                      | | | |
| Galessin     |                                                                                       |                                                                                                   | Duc d'Orcanie | Fils de Élaine et de Nautre, roi de Garlot. Il est donc le neveu du roi Arthur et le cousin direct de Gauvain, Yvain et Mordred | |
| Gareth       | Gaheriet                                                                              | Gareth le Franc ("franc" au sens contraire de fourbe)                                             | Surprenant sa mère Morgause au lit avec Lamorak, il les tue tous les deux. Il se fait tuer par Lancelot lorsque celui-ci délivre Guenièvre. | fils de Lot d'Orcanie et Morgause ; frère de Gauvain, Gaheris et Agravain ; cousin d'Yvain et Mordred ; neveu de la Fée Viviane, Élaine, Fée Morgane et le Roi Arthur | Le Morte d'Arthur de Thomas Malory, Idylls of the king de Lord Alfred Tennyson |
| Gauvain      | Gawain (en anglais), Gwalchgwyn (en gallois)                                          | faucon blanc (Gwalchgwyn) ou faucon de mai selon d'autres langues Celtes (Gwalchmai et Gwalchmei) | Le meilleur des chevaliers de la Table ronde ; il se bat pour Arthur mais se fait tuer par Lancelot. | fils de Lot d'Orcanie et Morgause ; frère de Gareth, Gaheris et Agravain ; cousin d'Yvain et Mordred ; neveu de la Fée Viviane, Élaine, Fée Morgane et du Roi Arthur | L'Âtre périlleux, La demoiselle à la mule, Le Chevalier à l'épée, Sire Gauvain et le Chevalier vert, Erec et Enide, Cligès, Lancelot ou le chevalier de la charrette, Yvain ou le Chevalier au lion, Perceval ou le Conte du Graal |
| Geraint      | Gereint, Érec                                                                         |                                                                                                   | | | Gereint ac Enid, Érec et Énide |
| Girflet      | Jaufré                                                                                |                                                                                                   | Celui qui rendit Excalibur à la Fée Viviane (selon les sources, c'est soit lui soit Bedivere). | fils de Do ; cousin de Bedivere et de Lucan | Roman de Jaufré |
| Hector       |                                                                                       | Hector des Mares                                                                                  | | fils du roi Ban de Bénoïc et de la Dame des Marais (la fille d'Agravadain, le seigneur des Marais) ; demi-frère de Lancelot du Lac ; neveu paternel du roi Bohort de Gaunes ; cousin de Bohort et de Lionel | |
| Hunbaut      |                                                                                       |                                                                                                   | | | |
| Keu          | Kai, Kay, Key                                                                         | "Eao Hir" "Kay le grand" en légende Galloise                                                      | Il est connu pour occuper le poste de sénéchal de Camelot. Très souvent mis de côté dans les contes chrétiens, il n'y n'apparaît que rarement. Il occupe une place scénaristique plus importante dans les légendes galloises, ou il est parfois vu comme un tueur de géants à la suite de ses combats contre des géants comme le monstre Caht Palug, Warach, mais aussi lorsqu'il aide Bedivere et Arthur à vaincre le géant du mont Saint-Michel. | fils d'Antor ; frère adoptif du Roi Arthur et sénéchal à la suite d'une promesse faite au père de Keu qui l'a élevé, fréquemment associé avec Bedivere ; un des premiers personnages à figurer dans l'entourage du Roi Arthur ; difficilement toléré par la cour de Camelot pour sa violence et son manque de courtoisie | "Culwuch ac Olwen" (légende Galloise); "Pa Gur"; "Le livre Noir" des Triades Galloises; "Escanor" |
| Lamorak      |                                                                                       | Lamorak de Gulis, Lamorak le Gallois                                                              | Le troisième meilleur chevalier du monde après Lancelot et Tristan. Il a deux fins distinctes selon les sources : soit tué par Gareth le trouvant dans le lit avec sa mère Morgause, soit tué par Mordred alors qu'il se préparait pour la quête du Graal. | fils de Pellinore ; frère de Tor, Agloval, Perceval, Dornar et Dandrane ; oncle de Lohengrin, le chevalier au cygne | |
| Lancelot     |                                                                                       | Lancelot du Lac, le chevalier blanc                                                               | Emporté par la Fée Viviane, la Dame du Lac, dans un lac lors de son enfance. Sauveur et amoureux de Guenièvre, il est trompé par Ellan avec qui il conçoit Galahad. C'est le meilleur chevalier du monde et l'égal de Gauvain à la Table ronde. | fils du roi Ban de Bénoïc ; demi-frère de Hector ; neveu du roi Bohort de Gaunes ; cousin de Bohort et de Lionel ; père de Galahad | Lancelot ou le chevalier de la charrette |
| Léodagan     | Leodegrans                                                                            | Léodagan de Carmélide                                                                             | | père de la Reine Guenièvre | |
| Lionel       |                                                                                       |                                                                                                   | | fils du roi Bohort de Gaunes ; frère de Bohort ; neveu paternel du roi Ban de Bénoïc ; cousin de Lancelot et de Hector | |
| Lohengrin    |                                                                                       |                                                                                                   | | fils de Perceval | |
| Méléagant    | Meliagaunt                                                                            |                                                                                                   | Chevalier de la Table ronde puis ennemi de celle-ci - hormis la puissance, c'est le négatif de Lancelot : vaniteux, orgueilleux, enlevant la Reine Guenièvre au lieu de la séduire, méprisant envers le Roi Arthur et rebelle envers son père. | fils du roi Baudemagus du royaume de Gorre | Lancelot ou le chevalier de la charrette |
| Mordred      | Modred, Mordret, Medrawt                                                              |                                                                                                   | Grand ennemi du Roi Arthur après un bref temps chevalier de la Table ronde ; ténébreux, traître, fourbe, perfide et sournois, il n'obéit pas aux règles de la chevalerie. Détesté par les chevaliers mais séduisant pour les femmes, il courtise les dames même déjà mariées ; faisant des envieux, il est à l'origine des tromperies conjugales de la cour et des combats entre chevaliers. Il tue Lamorak alors que celui-ci se préparait pour la quête du Graal. Arthur le tue à la bataille de Camlann. | fils de Lot d'Orcanie et de Annaou, père de Melehan ; d'autres sources lui donnent pour parents Arthur lui-même et sa demi-sœur Morgane. | |
| Palamède     |                                                                                       |                                                                                                   | Rival puis compagnon de Tristan | | |
| Pellinore    |                                                                                       |                                                                                                   | Roi gallois | père de Perceval, de Tor, d'Agloval, de Dandrane, de Lamorak et de Dornar. | |
| Perceval     | Peredur (gallois), Percival, Parzival, Parsifal                                       | Perceval le Gallois                                                                               | Vainqueur de la quête du Graal avec Bohort et Galaad. | fils de Pellinore ; frère de Tor, Agloval, Dandrane, Lamorak et Dornar ; père de Lohengrin, le chevalier au cygne. | Perceval ou le conte du Graal, Perlesvaus, le Haut Livre du Graal |
| Sagramor     |                                                                                       | Sagremor le Desrée (en raison de sa démesure et de son impétuosité)                               | | petit-fils de l'empereur Adrien de Constantinople | |
| Ségurant     | Séguran le Brun, securus, Sigurd et Siegfried                                         | Le chevalier au dragon                                                                            | C'est le meilleur chevalier du monde, il vainquit tous les chevaliers de la table ronde au tournoi de Winchester | fils d’Hector le Brun, neveux de Galehaut | Prophéties de Merlin |
| Tristan      | Drustanus (latin et breton), Drystan (gallois), Tristran, Tristam, Tristram, Trystram | Tristan de Lyonesse                                                                               | Époux d'Iseut aux mains blanches et amant d'Iseut la blonde. C'est le deuxième meilleur chevalier du monde après Lancelot. | fils du roi Melioda de Liories et d'Elisabeth, sœur du roi Marc de Cornouailles | Tristan et Iseut |
| Yvain        | Owen (gallois)                                                                        | Le chevalier au lion                                                                              | L'un des meilleurs chevaliers de la Table ronde après Gauvain. Fidèle au roi et aux quêtes, il est accompagné d'un lion. | fils de la Fée Morgane et du roi Urien ; cousin de Gauvain, Gareth, Gaheris, Agravain et Calogrenant | Yvain ou le chevalier au lion |
| Yvain        |                                                                                       | Yvain le Bâtard                                                                                   | Bon chevalier, homonyme de son demi-frère. | fils du roi Urien ; demi-frère d'Yvain ; cousin de Gauvain, Gareth, Gaheris, Agravain et Calogrenant | Erec et Enide, Le Conte du Graal |

- Le fait d'être un bon chevalier ne s'arrête pas à la puissance et au courage, mais compte aussi la courtoisie, autant pour les combats (laisser l'ennemi se relever, combattre à armes égales, etc.) que pour la galanterie envers les dames de la cour. Le mérite et l'ordre du mérite des chevaliers figure sur les articles de personnages (Gauvain, Lancelot, Lamorak, Bohort).
- Ici, les cousins sont cousins germains (ou directs, ou encore simplement du premier degré). Cependant, il n'est pas certifié que cousin ni même frère ne veuille pas simplement signifier ami très cher. De même pour père, fils, oncle et neveu : des liens affectifs et des adoptions peuvent être la cause de ces appellations.
- Bedivere, Gauvain et Keu sont les plus anciens personnages associés à Arthur. C'est pourquoi certains croient en la véracité de leur existence.
- Bien que plus nombreux au début de la quête, seuls les trois chevaliers Perceval, Bohort et Galaad atteignent le château Corbenic dans lequel se trouve le Graal. Perceval est le premier chevalier mentionné dans la chronologie, mais il est voilé par Galaad, mentionné plus tard comme le seul chevalier ayant pu voir l'intérieur du calice, honneur qu'il paie de sa vie. Perceval est connu dans la quête pour ne pas avoir posé la question sur le Graal qui aurait sauvé les vies de Pellès, le roi pêcheur, et d'un autre roi, tous deux gardiens de l'objet mythique de la légende arthurienne.
- Gorlois de Tintagel, duc de Cornouailles
- Viviane, Nimue ou Charis, Dame du Lac [Note 2],[Note 3]
- Morgane la fée
- Morgause ou Anna ou Ana

### Autour des chevaliers
- Ban de Bénoïc, père de Lancelot
- Élaine, reine de Bénoïc et mère de Lancelot qui a conçu Galaad
- Bohort, roi de Gaunes, père de Bohort et Lionel
- Antor, père de Keu ayant élevé Arthur
- Do, roi, père de Girflet
- Lot d'Orcanie ou Loth (venant de Lothian et Orcades), roi, père de Gauvain
- Urien, père d'Yvain
- Le roi pêcheur ou Pellès, gardien du Graal
- Hoël, roi de Petite Bretagne
- Colgrin, chef saxon et assassin du père d'Arthur, Uther Pendragon
- Claudas, roi de la Terre déserte, ennemi de Ban de Bénoïc et de Bohort de Gaunes
- Claudin, chevalier, fils de Claudas
- Le chevalier des fées, fils illégitime de Tom a'Lincoln
- Les chevaliers rouges, dont un chevalier félon, vaincu par Perceval
- Le chevalier vert
- Le chevalier noir, fils illégitime de Tom a'Lincoln
- Tom a'Lincoln, fils illégitime d'Arthur
- Melehant, fils de Mordred, frère de Melou, tué par Bohort l'exilé, assassin de Lionel, petit-fils d'Arthur.

### Relations courtoises
- Guenièvre
- Iseut
- Énide
- Élaine, nièce d'Arthur
- Ellan ou Élaine de Corbenic
- Brisène
- Celle-qui-jamais-ne-mentit
- Dandrane
- Élaine, demi-sœur d'Arthur
- Caelia

### Rôles des personnages centraux
- Merlin est l'enchanteur de la légende. Il a créé et donne la Table ronde à Uther. Il donne l'apparence d'autrui à plusieurs personnages : celle de Gorlois à Uther afin qu'il puisse séduire Ygraine, celle de Guenièvre à Ellan afin qu'elle puisse séduire Lancelot. Il emmène Arthur enfant et le confie à Antor. Il donne le pouvoir de retirer l'épée Excalibur de son socle à Arthur et en fait le roi de la Table ronde.
- Uther est avant tout le père d'Arthur. Il le conçoit avec Ygraine après avoir pris l'apparence de Gorlois grâce à l'enchantement de Merlin, en lui promettant de lui donner son enfant (qui sera Arthur).
- Ygraine est mère de Viviane (1), Élaine, Morgane (2) et Morgause (3) avec son mari, le duc de Cornouailles, Gorlois de Tintagel, et involontairement la mère d’Arthur (4) avec Uther Pendragon (sous l’enchantement de Merlin).
- Viviane a des relations avec Merlin, dont elle serait même la maîtresse, qui lui enseigne la magie. On l’appelle "fée Viviane" ou "la Dame du Lac". Elle transmet son savoir à Morgane et emporte Lancelot du Lac avec elle au plus profond du vaste lac lorsqu’il est encore bébé, à la mort du père de Lancelot, Ban de Bénoïc.
- Morgause est la mère de Mordred avec Arthur. C'est la femme de Lot d’Orcanie et la mère de Gauvain, Gareth (Gaheriet), Gaheris (Guerrehet), Agravain et de Mordred avec Arthur, envoyée par Morgane. Elle élève Mordred dans la haine de son père, le roi Arthur.
- Morgane devient fée après sa grande sœur Viviane. La fée Morgane est souvent considérée comme une fée maléfique, au contraire de son rôle dans le roman Les Brumes d’Avalon de Marion Zimmer Bradley. Elle est la maîtresse d’Accolon et ennemie de son demi-frère Arthur. Elle aurait d’abord été avec son demi-frère Arthur puis son ennemie. Elle fait se battre Accolon avec Arthur. Elle fait une copie d’Excalibur qui appartient à Arthur, donne l’original à Accolon et la copie à Arthur, mais c’est Accolon qui est tué. Avec le roi Urien, elle a Yvain. Si c’est elle qui est la mère de Mordred avec son demi-frère Arthur, Yvain est le demi-frère aîné de Mordred.
- La reine Élaine est l'épouse du roi Ban de Bénoïc, mère de Lancelot, grand-mère de Galahad, sœur d'Evaine qui est la femme du frère de son mari.

## Arbres généalogiques
De même qu'aucun texte n'évoque la totalité des chevaliers cités ci-dessus, aucun récit ne donne une généalogie complète des protagonistes des légendes arthuriennes. Il s'agit donc d'une construction moderne à partir de différents documents. Cet ensemble d'arbres généalogiques ne s'est inspiré d'aucun autre arbre. Il est incomplet et ne respecte que les légendes les plus connues ; c'est pourquoi il faut le prendre avec précaution. Ces arbres sont le fruit de légendes, pas de documents historiques, même si certains de ces personnages ont des bases historiques.
Les liens familiaux ont été pris au premier degré pour père, fils, frère, cousin, oncle et neveu, mais il se peut que ces appellations soient tout simplement dues à des attachements affectifs ainsi qu'à des adoptions, des liens de cœur.

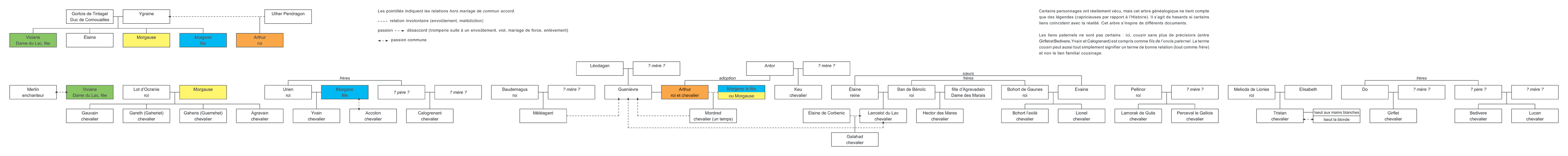
Descendances de Gorlois, Ygraine et Uther & liens entre chevaliers de la Table ronde.

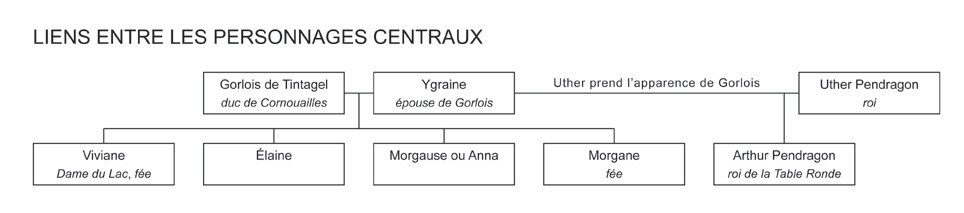
Liens entre les personnages centraux

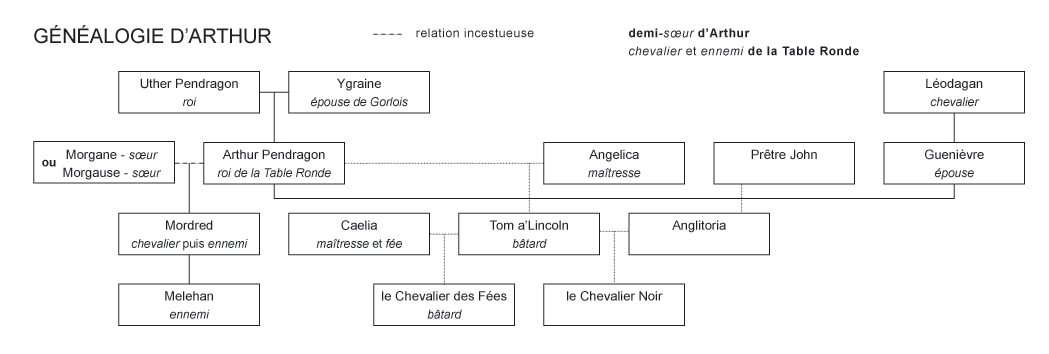
Généalogie d'Arthur.

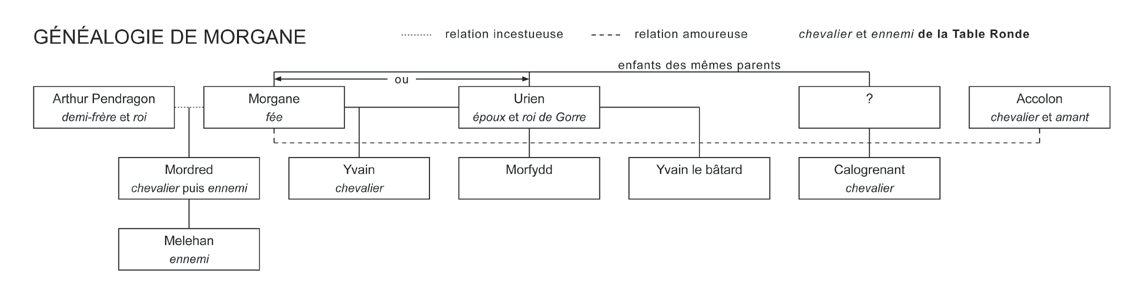
Généalogie de Morgane.

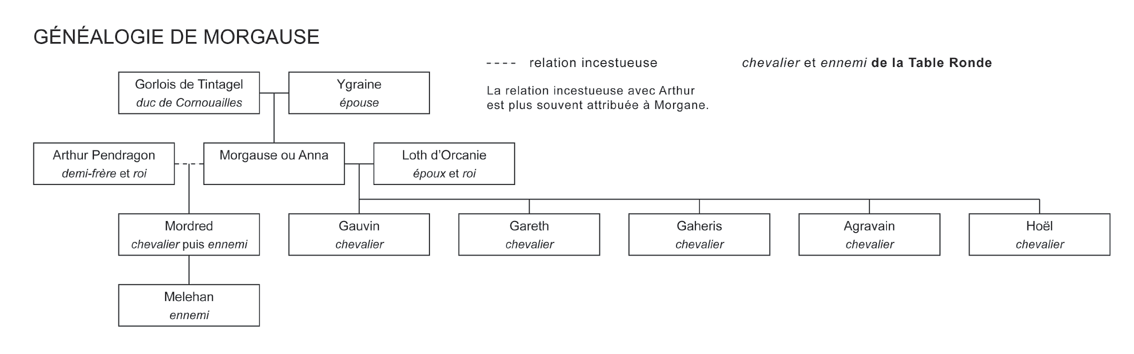
Généalogie de Morgause.

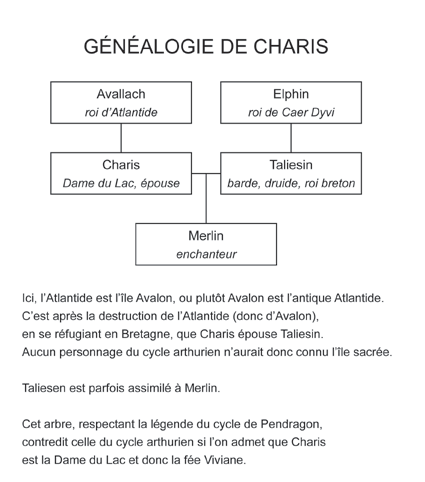
Généalogie de Charis, la Dame du Lac.

## Objets et lieux
- Excalibur, l'épée d'Arthur
- Camelot, le château de la Table ronde
- La Table ronde
- Le siège périlleux
- Corbenic, le château du Graal
- Le Graal ou le Saint Calice, le sujet de la quête
- Camlann, lieu de l'ultime bataille
- Avalon, l'île sacrée

## Nombre de membres

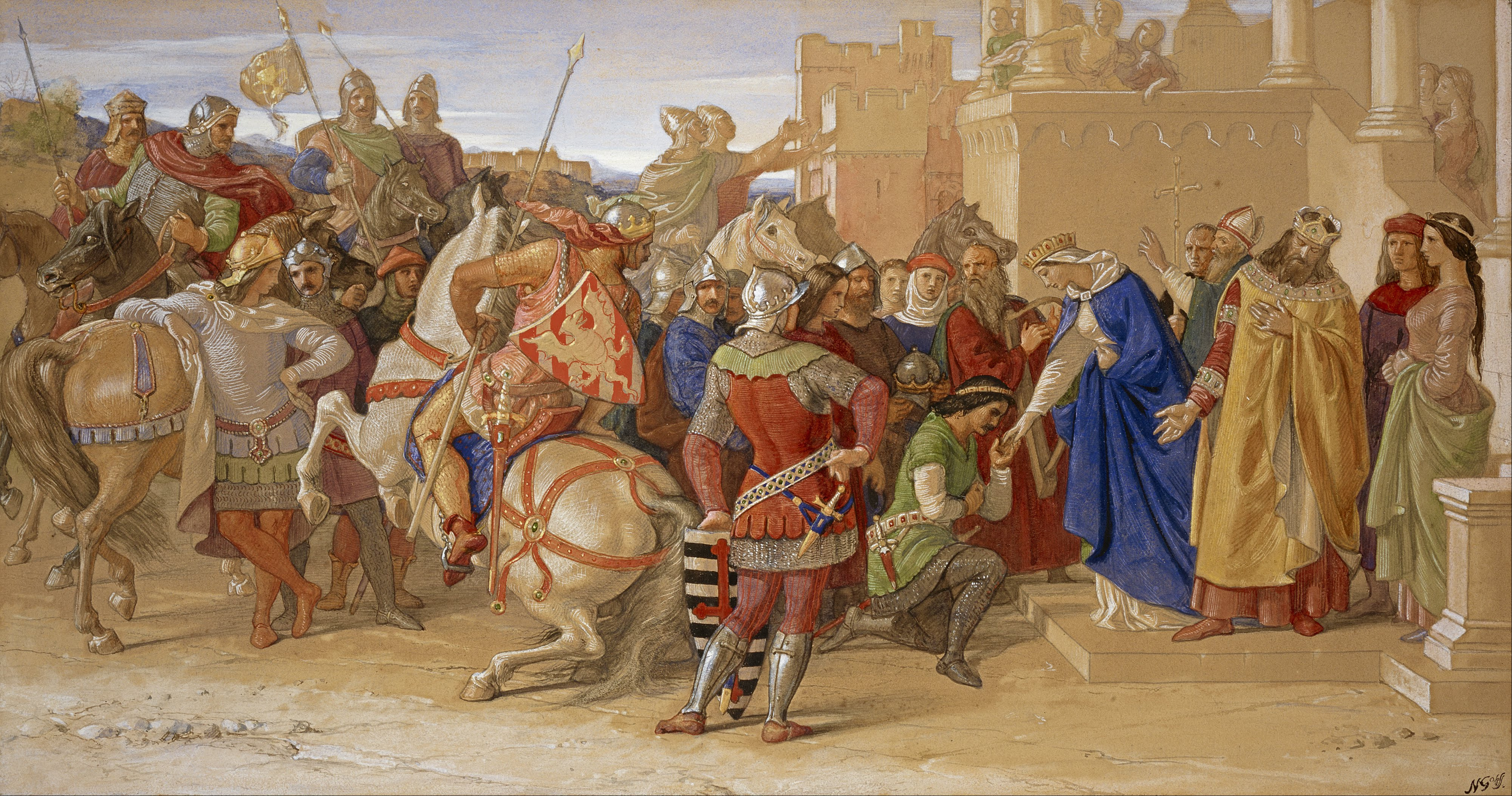
Piété : Les Chevaliers de la Table Ronde sur le point de partir en Quête du Saint Graal de William Dyce (1849)

Le nombre de chevaliers de la Table ronde (dont le roi Arthur) et les noms de ces derniers varient considérablement selon les versions des différents écrivains. Ce chiffre (le nombre de sièges à table) peut varier d'une douzaine jusqu'à potentiellement 1 600, ce dernier revendiqué par Layamon dans son poème Brut. Le plus souvent, cependant, il y a entre 100 et 300 sièges à table, souvent avec un siège généralement vide en permanence (destiné au chevalier qui trouvera le Graal) . Le nombre de trois cents a également été choisi par le roi Édouard III d'Angleterre lorsqu'il a décidé de créer son propre Ordre de la Table Ronde au château de Windsor en 1344.
Dans de nombreux romans chevaleresques, il y a plus de 100 membres de la Table ronde d'Arthur. Le populaire Le Morte d'Arthur de Thomas Malory, en compte soit 140 soit 150 et Erec de Hartmann von Aue , lui, en dénombre environ 140. Certaines sources proposent des nombres bien plus réduits, comme 13 dans le Perceval de Didot et 60 chez Jean d'Outremeuse, dans son Ly Myreur des Histors,. D'autres encore donnent des chiffres plus élevés, comme 250 dans la Prose Merlin et 366 dans Li Chevaliers comme Deus Espees et Perlesvaus (où il s'agit de leur nombre maximum, qui était néanmoins à seulement environ 25 au moment où l'histoire commence ).
Chrétien de Troyes a suggéré environ 500 chevaliers dans son premier roman Erec et Enide. Dans le même ouvrage, l'auteur a catalogué plusieurs des meilleurs chevaliers d'Arthur dans une série de longues listes hiérarchiques de noms. Ces classements sont différents dans chacun des manuscrits survivants, dont aucun ne semble être la version originale de l'auteur.
Sans mentionner la Table ronde en tant que telle, l'une des dernières triades galloises répertorie 24 chevaliers extraordinaires vivant en permanence à la cour d'Arthur, mélangeant des personnages romantiques avec plusieurs guerriers d'Arthur issus d'une tradition galloise en grande partie perdue et considérée comme provenant du vieux folklore celtique. Les compagnons d'Arthur, au nombre de 24, apparaissent également dans le conte gallois de Peredur, fils d'Efrawg.

## Tableaux
Le peintre Ernest Guérin a consacré de nombreuses œuvres aux Chevaliers de la Table ronde.

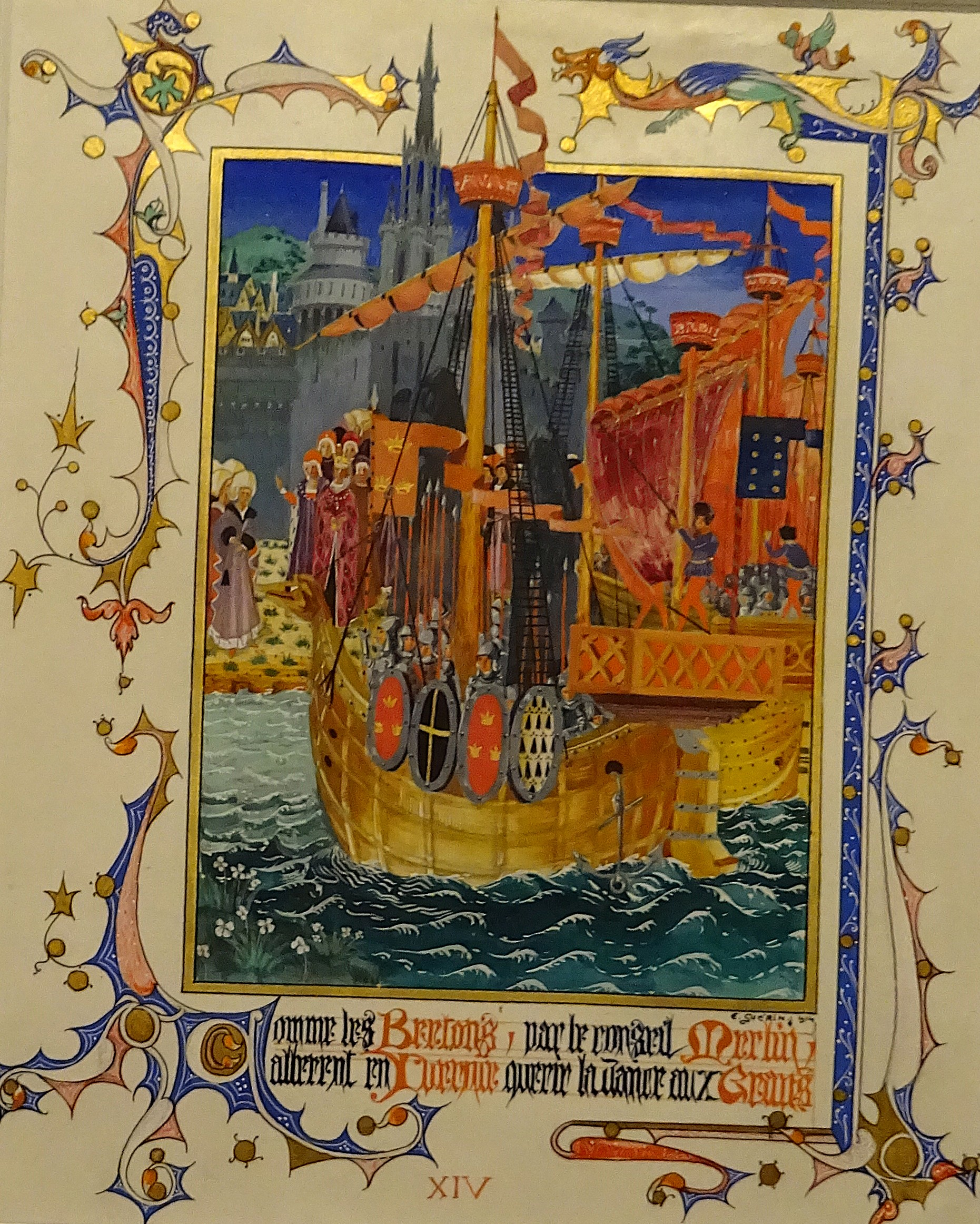
Ernest Guérin ː Comme les Bretons par le conseil Merlin, planche XIV, 1914.
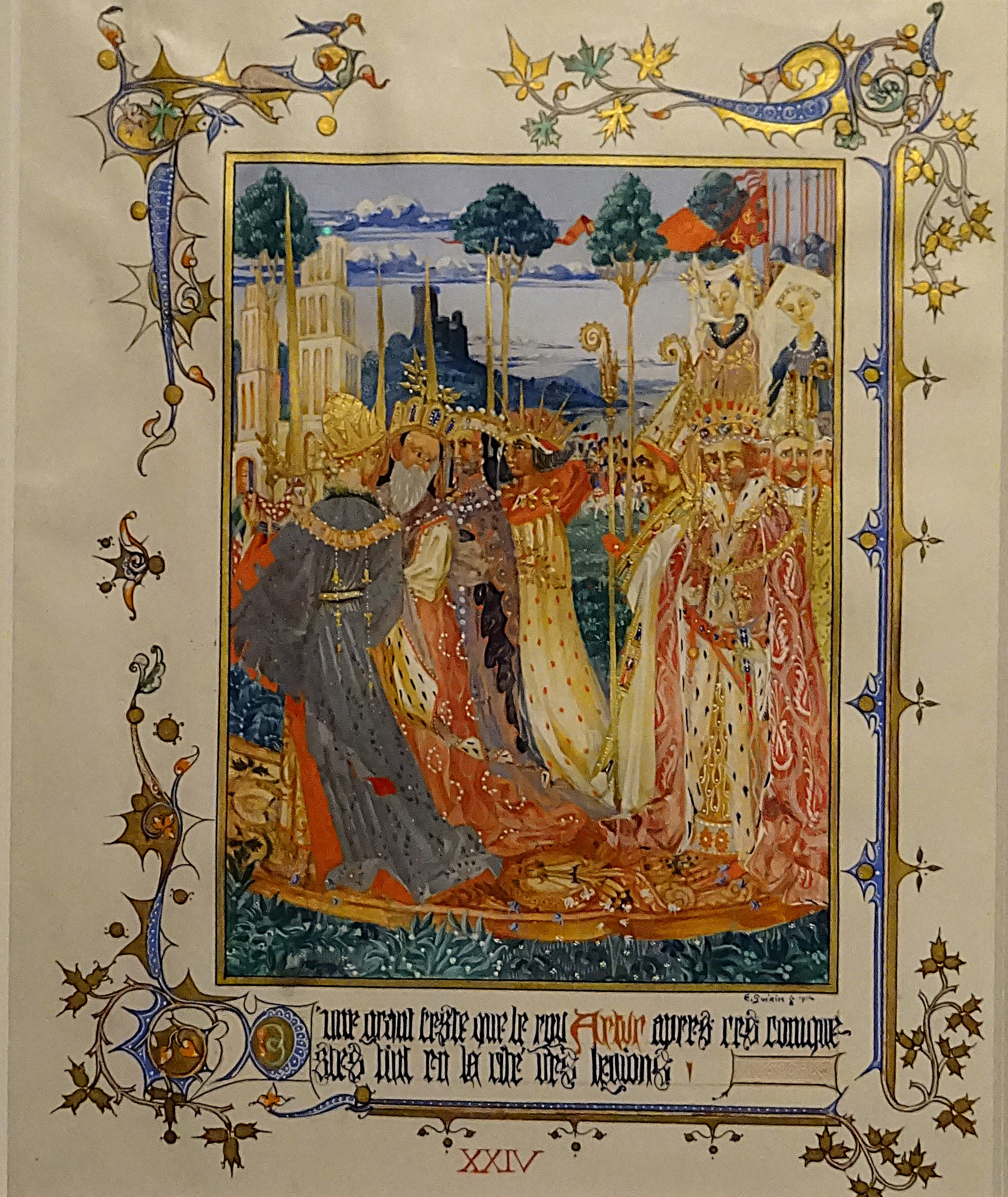
Ernest Guérin ː D'une grant feste que le roy Artur après ces conquestes tint en la cité des Lenions, planche XXIV, 1914.
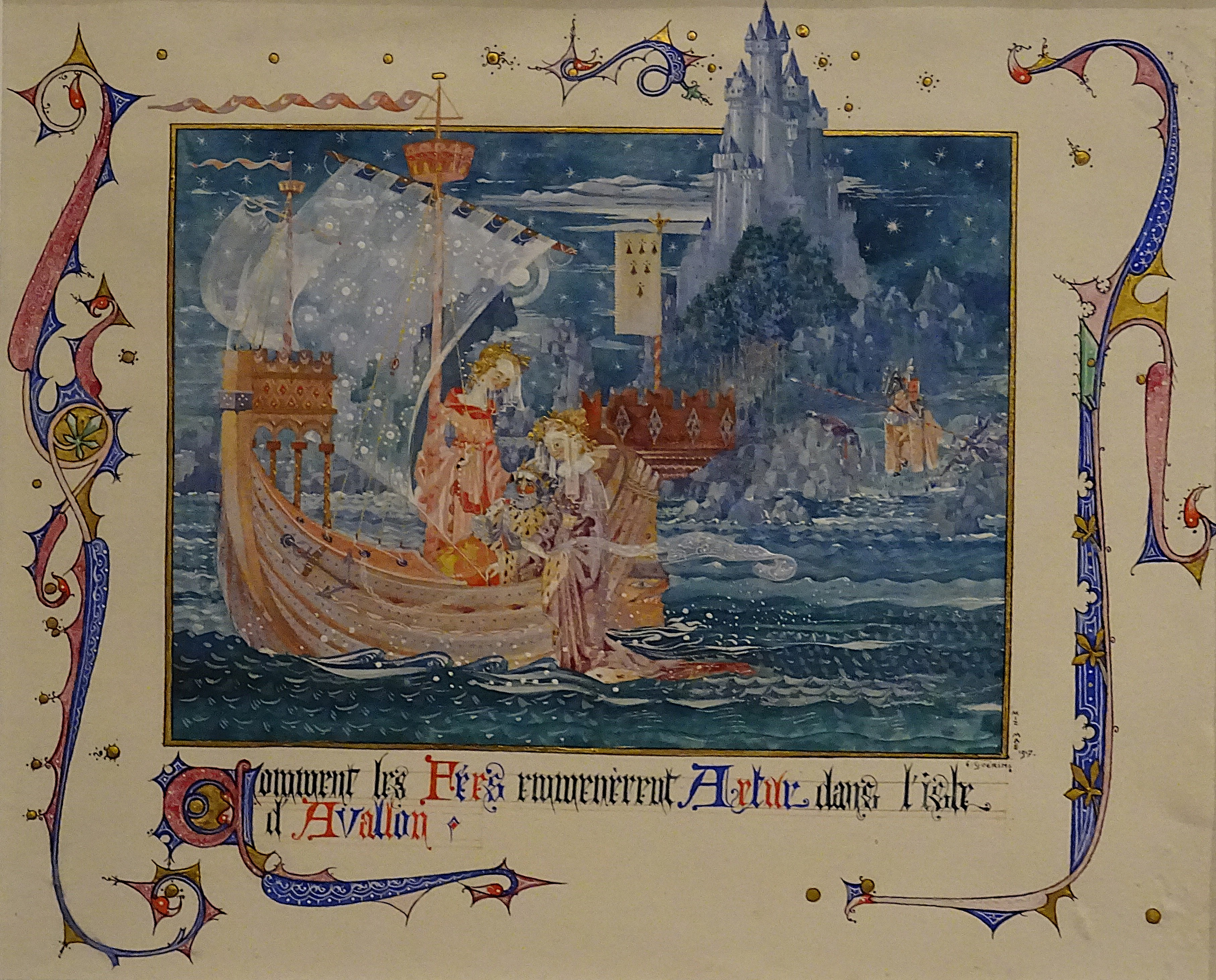
Ernest Guérin ː Comment les fées emmenèrent Artur dans l'isle d'Avallon, mai 1917.